# Daouda Bangoura
Daouda Bangoura (* 29. April 1968) ist ein ehemaliger guineischer Fußballspieler.
Bangoura kam 1991 vom NK Dubrava Zagreb zu Rot-Weiss Essen, wo er vorerst in der zweiten Mannschaft zu Einsätzen kam. In der ersten Mannschaft spielte er 82 Spiele (15 Tore), davon 31 Spiele in der 2. Fußball-Bundesliga (6 Tore). 1992 wurde er mit Rot-Weiss Essen Deutscher Amateurmeister. In der Saison 1992/93 wurde er mit RWE Meister der Oberliga Nordrhein und stieg in die Zweite Liga auf. Außerdem erzielte Bangoura das einzige Essener Tor im Finale des DFB-Pokals 1994 beim 1:3 gegen Werder Bremen. Insgesamt erzielte er im DFB-Pokal in sechs Spielen vier Tore für Rot-Weiss Essen. In der darauffolgenden Saison 1994/95 spielte er für den TuS Paderborn-Neuhaus in der Regionalliga West/Südwest.